# Eunotela basitincta
Eunotela basitincta är en fjärilsart som beskrevs av Paul Dognin 1924. Eunotela basitincta ingår i släktet Eunotela och familjen tandspinnare. Inga underarter finns listade i Catalogue of Life.